# Стамен Стаменов (уфолог)
Вижте пояснителната страница за други личности с името Стамен Стаменов.
Стамен Стаменов е български дипломиран физик и специалист по паранормални явления и парапсихология, най-известният езотерик, уфолог и футуролог в страната. Професор.
Завършва специалност „Авиационно въоръжение и ракетна техника“ във ВНВВУ в Долна Митрополия и „Автоматика и телемеханика“ във ВМEИ (сега Технически университет) в София.
През 1986 г., когато се запознава с първите екстрасенси, създава клуб, който изучава съществуването на извънземен разум. Избран е за председател на Международната асоциация на феномените в Бруклин и за член на Международната ноосферна организация. Проф. Стамен Стаменов е председател на Асоциация „Феномени“ – София. Възпитаник е на руската уфологична школа. Фен е на Руската академия на естествени науки.
В гр. Шумен, на проведената на 12 октомври 2014 г. „Трета алтернативна научна конференция“, представя пред аудитория проект „Университетът на бъдещето“.
Водещ на предаването „Дневниците на уфолога“ от 2014 г. до 2019 г. по телевизия „СКАТ“.

## За Стамен Стаменов
- Мария Мира Христова разговаря с Бистра Александрова в „Нашият ден“ – БНР 08 юли 20 в 10:25[5]